# Barzy-sur-Marne
Barzy-sur-Marne ist eine französische Gemeinde mit 399 Einwohnern (Stand: 1. Januar 2022) im Département Aisne in der Region Hauts-de-France (frühere Region: Picardie). Sie gehört zum Arrondissement Château-Thierry und zum Kanton Essômes-sur-Marne.

## Geographie
Die Gemeinde Barzy-sur-Marne liegt rund 15 Kilometer östlich von Château-Thierry und 30 Kilometer westlich von Épernay am rechten Ufer der Marne. Die Grenze zum westlich gelegenen Nachbarort Jaulgonne bildet überwiegend der Bach Ru de la Belle Aulne. Der nördlichere Teil der Gemeinde liegt im Wald Forêt de Ris. Zur Gemeinde gehören die Marne-aufwärts gelegenen Ortsteile Marcilly (mit Mairie) und Rosay.

## Bevölkerungsentwicklung
| Jahr                       | 1962 | 1968 | 1975 | 1982 | 1990 | 1999 | 2006 | 2014 | 2021 |
| Einwohner                  | 220  | 231  | 248  | 316  | 359  | 356  | 376  | 384  | 392  |
| Quellen: Cassini und INSEE |      |      |      |      |      |      |      |      |      |

## Wirtschaft
Barzy-sur-Marne gehört, obwohl außerhalb der Region gelegen, zum Weinbaugebiet der Champagne.

## Sehenswürdigkeiten
- Kirche Saint-Éloi aus dem 13. Jahrhundert, seit 1920 als Monument historique klassifiziert.[1]

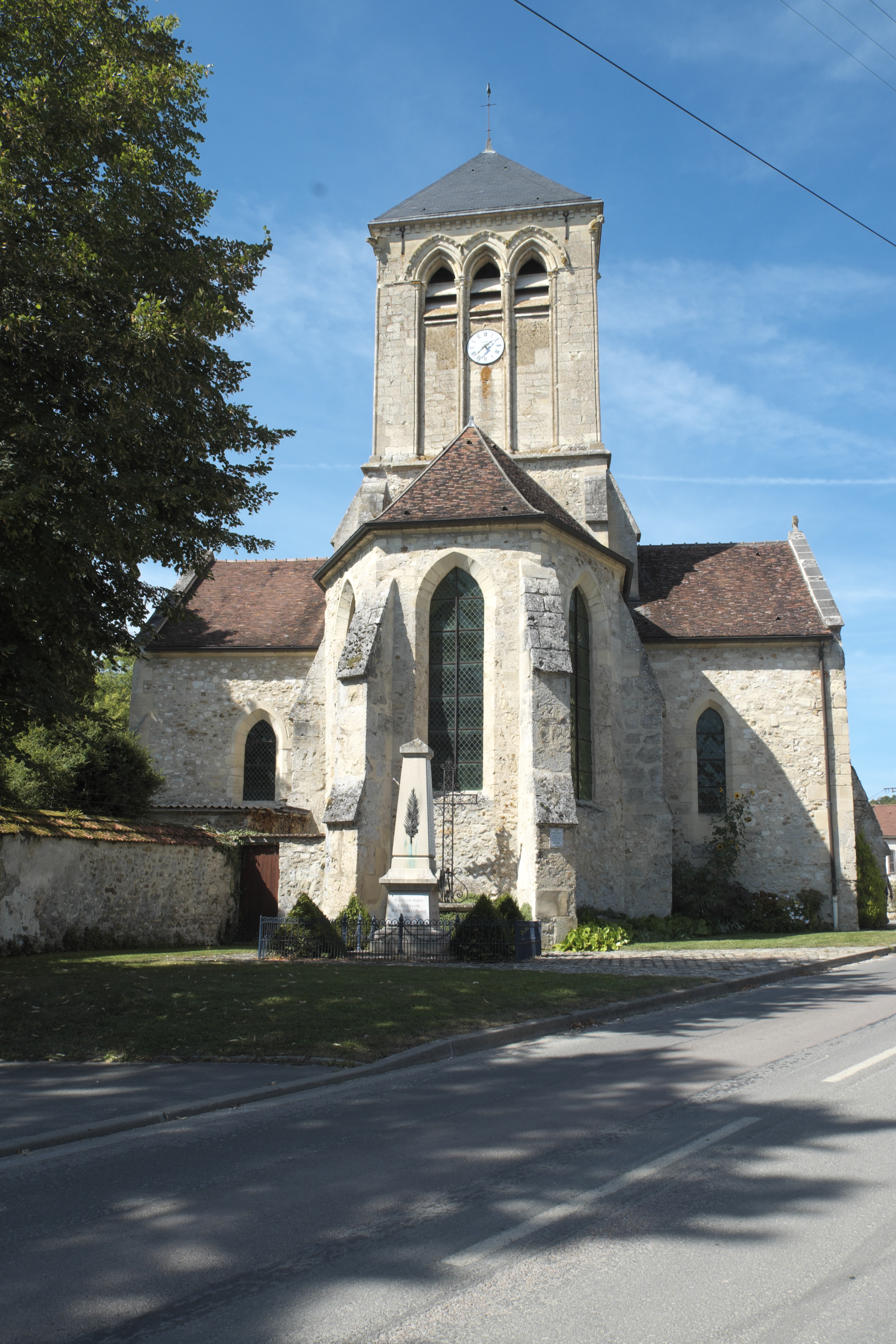
Kirche Saint-Éloi